# Руббиа, Карло
Ка́рло Ру́ббиа (итал. Carlo Rubbia; род. 31 марта 1934, Гориция, Италия) — итальянский физик, лауреат Нобелевской премии по физике в 1984 году, совместно с Симоном ван дер Мером, «за решающий вклад в большой проект, осуществление которого привело к открытию квантов поля W и Z — переносчиков слабого взаимодействия».

## Биография
Руббия родился в небольшом итальянском городке Гориция. После окончания школы он поступил на физический факультет Пизанского университета, где защитил позднее диплом по теме экспериментов с космическими лучами.
В 1958 году он становится исследователем в Колумбийском университете (США) с целью набраться опыта и познакомиться с ускорителями элементарных частиц.
Примерно в 1960 г. он вернулся в Европу, привлечённый работой в недавно созданном тогда ЦЕРНе, где он работал над экспериментами по структуре слабых взаимодействий. В 1970 году он становится профессором физики в Гарвардском университете, но продолжает работать в ЦЕРНе. В 1976 году он предложил переделать ускоритель SPS (супер-протонный синхротрон) для столкновений протонов и антипротонов в одном и том же кольце. После этого была построена первая в мире антипротонная фабрика. Коллайдер начал работу в 1981 году, после чего в январе 1983 года появилось сообщение о том, что были зарегистрированы W-бозоны. Через несколько месяцев были зарегистрированы также более неуловимые Z-бозоны.
В 1984 году Карло Руббиа и Симон ван дер Мер были удостоены Нобелевской премии по физике. Примечательно то, что в этом случае между открытием и награждением прошел интервал времени, являющийся одним из самых коротких в истории Нобелевской премии.
Руббиа продолжал работать на эксперименте UA1 и в качестве гарвардского профессора до 1989 года, когда он перешёл на должность генерального директора ЦЕРНа, на которой оставался до 1993 года.
Руббиа принадлежит новаторская концепция устройства ядерного реактора под названием умножитель энергии. Эта принципиально безопасная концепция сочетает ускоритель и подкритичный ядерный реактор, в котором в качестве топлива используется распространённый элемент торий и в котором принципиально не может произойти неконтролируемая цепная реакция. Кроме того, ядерные отходы, возникающие при работе такого реактора, остаются опасными в течение гораздо меньшего промежутка времени, чем в случае обычных реакторов. Также в этом реакторе возможна утилизация ядерных отходов от обычных атомных реакторов и превращение их в менее опасные вещества.

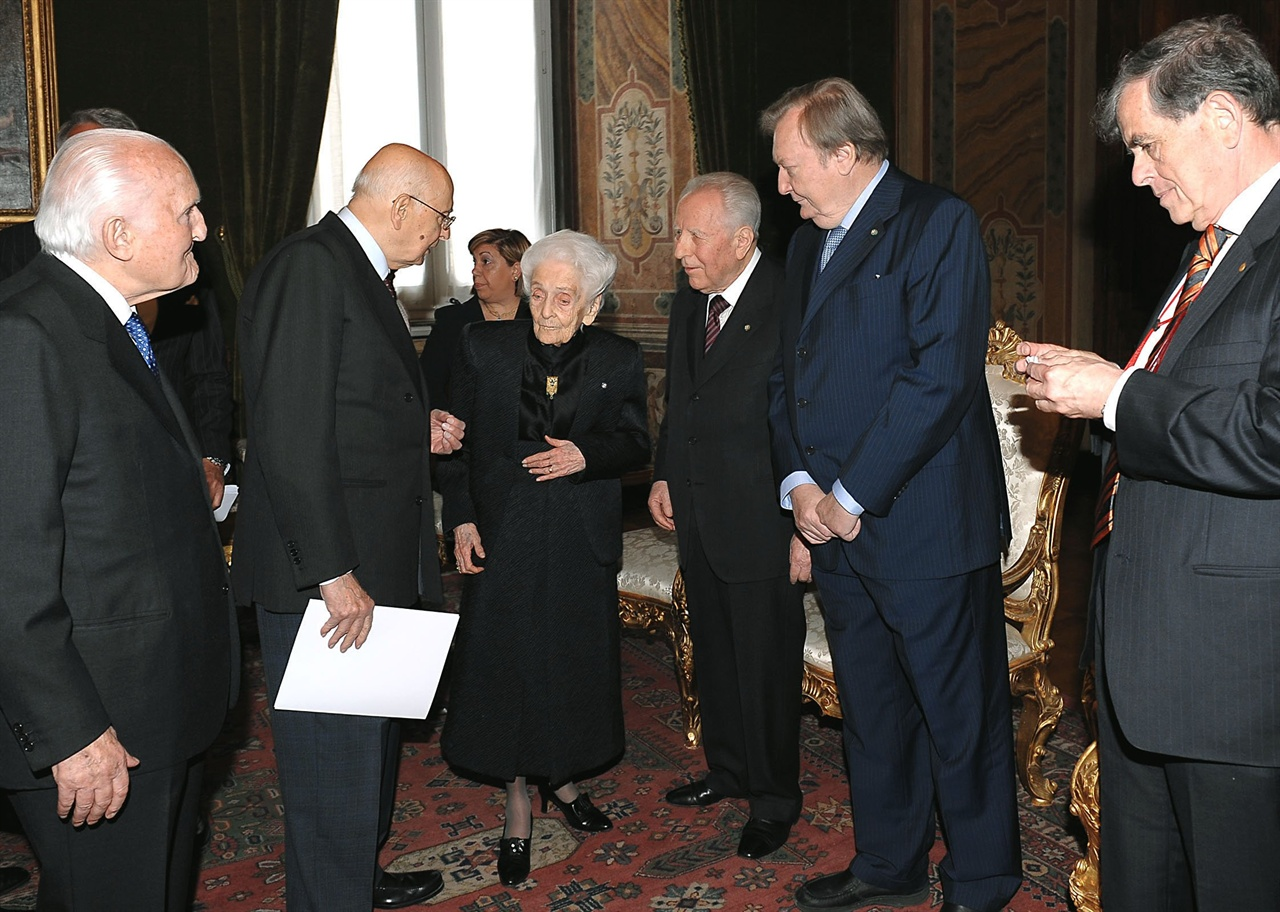
Джорджо Наполитано, Рита Леви-Монтальчини, Оскар Луиджи Скальфаро, Карло Чампи, Карло Руббиа, Аарон Цехановер по случаю церемонии в сотый день рождения Монтальчини (2009).

В 1992 году подписал «Предупреждение человечеству».
До 15 июля 2005 года Руббиа был президентом ENEA — итальянского института по новым технологиям, энергии и окружающей среды.
По состоянию на 2007 год Руббиа является профессором университета Павии и работает в проекте по строительству установок солнечной термальной энергии в Испании.
30 августа 2013 года был назначен Сенатом Италии пожизненным сенатором.

## Семья
Жена — Мариса, преподавательница физики в школе.
Дочь — Лаура, врач.
Сын Андре — физик.